# Минт
Минт (от англ. mint condition — «в состоянии монетного двора») — термин, используемый для обозначения предметов, находящихся в идеальном или почти идеальном состоянии. Часто применяется в коллекционировании (монет, оружия, игрушек, книг, комиксов, виниловых пластинок, видеоигр, автомобилей, марок, открыток и пр.) для описания вещей, которые сохранились так, как если бы они только что были произведены и не использовались. Первоначально фраза относилась к тому, как коллекционеры описывали состояние монет. Поскольку фабрика по производству монет называется на английском языке «mint», то состояние монетного двора — это состояние, в котором монета находится, когда она покидает монетный двор.

## Применение термина
Первоначально термин появился в нумизматике и означал, что монета находится в состоянии, в каком она вышла из монетного двора, без признаков износа или обращения.
Со временем выражение распространилось и на другие области коллекционирования. В современной практике в зависимости от отрасли коллекционирования различают множество степеней «минтовости», например:
- Mint — идеальное состояние, как из магазина.
- Mint Luster — тусклый, матовый или атласный блеск на монетах, которые не были в обращении[4].
- Near Mint (NM) — почти идеальное, с минимальными признаками хранения.
- Mint in Box (MIB) — идеальное состояние и c оригинальной коробкой.
- Mint In Sealed Box (MISB) ― идеальное состояние и c запечатанной оригинальной коробкой.
- Mint on Card (MOC) — для предметов, прикреплённых к оригинальной подложке.
- Never Removed From Box (NRFB) ― никогда не вынималась из коробки.

Оценка «mint» подразумевает, что вещь:
- не использовалась по назначению;
- не имеет внешних повреждений (царапин, потёртостей);
- сохраняет оригинальную упаковку (в идеале — нераспечатанную).

## Важность для коллекционеров
Состояние предмета напрямую влияет на его стоимость. Объекты в состоянии «mint» могут стоить в несколько раз дороже аналогичных предметов с износом.